# The Egoist
La publicación The Egoist fue un magazine literario de Londres, editado desde 1914 hasta 1919, que publicó obras de los más importantes escritores y poetas modernistas. Fue fundado por la escritora Dora Marsden como sucesor de The New Freewoman, otro periódico suyo. Llevaba por subtítulo An Individualist Review. En su manifiesto se repudia todo tipo de tabúes. La revista publicó varias obras especialmente polémicas, como partes de la novela Ulises, de James Joyce. En la actualidad, se considera a The Egoist «la revista de vanguardia más importante de Inglaterra».
Sus colaboradores más destacados serían el escritor y poeta irlandés James Joyce y el poeta y ensayista anglo-estadounidense T. S. Eliot.

## Trayectoria
The Egoist fue fundada por Dora Marsden como secuela de su revista feminista The New Freewoman, pero esa orientación, bajo la influencia del poeta Ezra Pound, cambió a una revista puramente literaria. Pound consiguió a través de su benefactor John Quinn una posición editorial en la revista, y rápidamente la convirtió en publicación líder del imagismo. Su grupo de amigos y colaboradores incluye a casi todos los escritores de importancia de su tiempo, aunque algunos, como D. H. Lawrence (cuyo "Once" fue publicado en la revista en 1914), llegó a denunciarlo por «descuido editorial» y por las «actitudes filosóficas» de su redacción. Entre los trabajos publicados por The Egoist, como se ha dicho, se encuentran obras de James Joyce y T. S. Eliot, así como cartas y críticas.
Marsden fue la editora en el primer semestre de 1914, cuando la publicación era quincenal, aunque luego saldría mensualmente. La editora posteriormente (a partir de julio de 1914) fue Harriet Shaw Weaver. Redactores adjuntos fueron Richard Aldington y Leonard A. Compton-Rickett, junto con la poeta H. D. Cuando Aldington dejó el puesto, en 1917, para ingresar en el Ejército, fue reemplazado por T. S. Eliot, que en ese tiempo trabajaba en su poema La canción de amor de J. Alfred Prufrock. Cuando The Egoist cerró, en 1919, había sólo 400 abonados, frente a los 2.000 de 1911, cuando era The Freewoman.